# 4711 Kathy
4711 Kathy este un asteroid din centura principală, descoperit pe 31 mai 1989 de Henry Holt.